# Savignac-Lédrier
Savignac-Lédrier település Franciaországban, Dordogne megyében. Lakosainak száma 715 fő (2022. január 1.). Savignac-Lédrier Payzac, Saint-Mesmin, Génis, Lanouaille és Angoisse községekkel határos.

## Népesség
A település népessége az elmúlt években az alábbi módon változott:
| Lakosok száma | 809  | 738  | 737  | 752  | 722  | 716  | 717  | 713  | 714  | 715  |
|               | 1968 | 1982 | 1990 | 2006 | 2013 | 2015 | 2017 | 2019 | 2020 | 2022 |